# Clube Andraus Brasil
Clube Andraus Brasil é um clube empresa que pertence ao empresário Nadim Andraus, com sede em Campo Largo, no Paraná.

## História

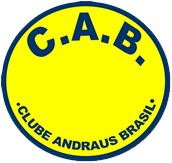
Escudo antigo.

No ano de 2014, após perder o primeiro jogo da final da terceira divisão por 2 a 0 do Pato Branco e sair perdendo no primeiro tempo do segundo jogo da final, o presidente e dono do clube invadiu o vestiário da arbitragem no intervalo e discutiu com o pai do goleiro adversário na arquibancada atrás do gol. Com os times já posicionados para o reinício do jogo, o goleiro do Pato Branco saiu de campo para defender o pai e acabou expulso. Ao final de jogo o Andraus conseguiu a virada e com o placar de 3 a 1 sagrou-se campeão pela primeira vez.
Em 2019, o Andraus venceu o Arapongas nas penalidades após dois empates sem gols nas finais do campeonato e conquistou o bicampeonato.
O clube ganhou repercussão nacional nos anos de 2018 e 2020 através de denúncias de manipulação de resultados, com reportagens da TV Globo. Em 2018, o dono do clube teria apostado contra o próprio clube em jogo válido pelo Paranaense Sub-19 contra a Portuguesa Londrinense, cravando que o Andraus seria goleado em casa, fato que ocorreu. Já em 2020 o time do Paraná foi suspeito de armar jogo fantasma contra o Serrano-PB, que movimentou R$ 10 milhões em apostas, mas não há provas que o jogo ocorreu e, conforme medidas para a prevenção da Covid-19, estavam proibidos jogos no Estado do Paraná.
Além dessas acusações, o dono do clube já foi suspenso por 660 dias com multa de cerca de R$ 60 mil por agredir o Arbitro Luís Marcelo Casagrande na partida entre Andraus e Maringá, válida pela Taça FPF de 2015.
Em 2023 o Andraus foi campeão da segunda divisão paranaense.

## Títulos
| ESTADUAIS | ESTADUAIS                          | ESTADUAIS | ESTADUAIS   |
|           | Competição                         | Títulos   | Temporadas  |
| --------- | ---------------------------------- | --------- | ----------- |
|           | Campeonato Paranaense - 2ª Divisão | 1         | 2023        |
|           | Campeonato Paranaense - 3ª Divisão | 2         | 2014 e 2019 |

## Participações em competições profissionais

### Participações
|  | Participações em 2024 |

| Competição | Competição       | Temporadas | Melhor campanha       | Estreia | Última | P | R |
| Paraná     | Primeira Divisão | 1          | 9º colocado (2024)    | 2024    | 2024   |   | – |
| Paraná     | Segunda Divisão  | 8          | Campeão (2023)        | 2015    | 2023   | – | 1 |
| Paraná     | Terceira Divisão | 3          | Campeão (2014 e 2019) | 2010    | 2019   | 2 |   |
| Paraná     | Taça FPF         | 3          | Vice-campeão (2016)   | 2015    | 2017   |   |   |